# Coprosma tadgellii
Coprosma tadgellii är en måreväxtart som beskrevs av Walter Reginald Brook Oliver. Coprosma tadgellii ingår i släktet Coprosma och familjen måreväxter. Inga underarter finns listade i Catalogue of Life.